# 埼玉県道148号騎西鴻巣線
埼玉県道148号騎西鴻巣線（さいたまけんどう148ごう きさいこうのすせん）は、埼玉県加須市（旧・北埼玉郡騎西町）の国道122号から埼玉県鴻巣市（旧・北足立郡吹上町）の国道17号までを結ぶ、約10kmの県道である。鴻巣市川里地区に狭隘区間が存在し、行田市 - 旧吹上町間も幅員が狭くなっている。

## 歴史

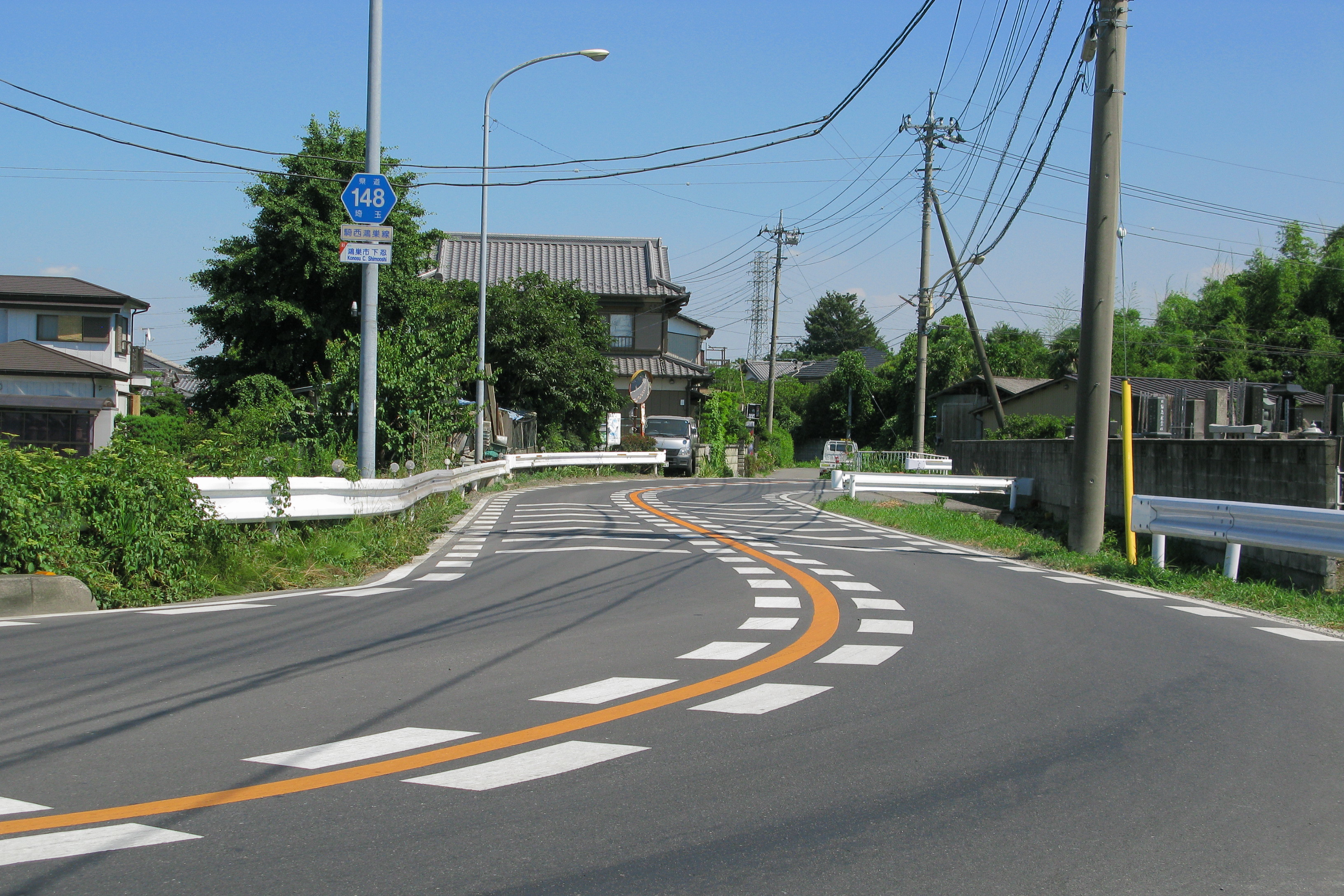
鴻巣市下忍地区

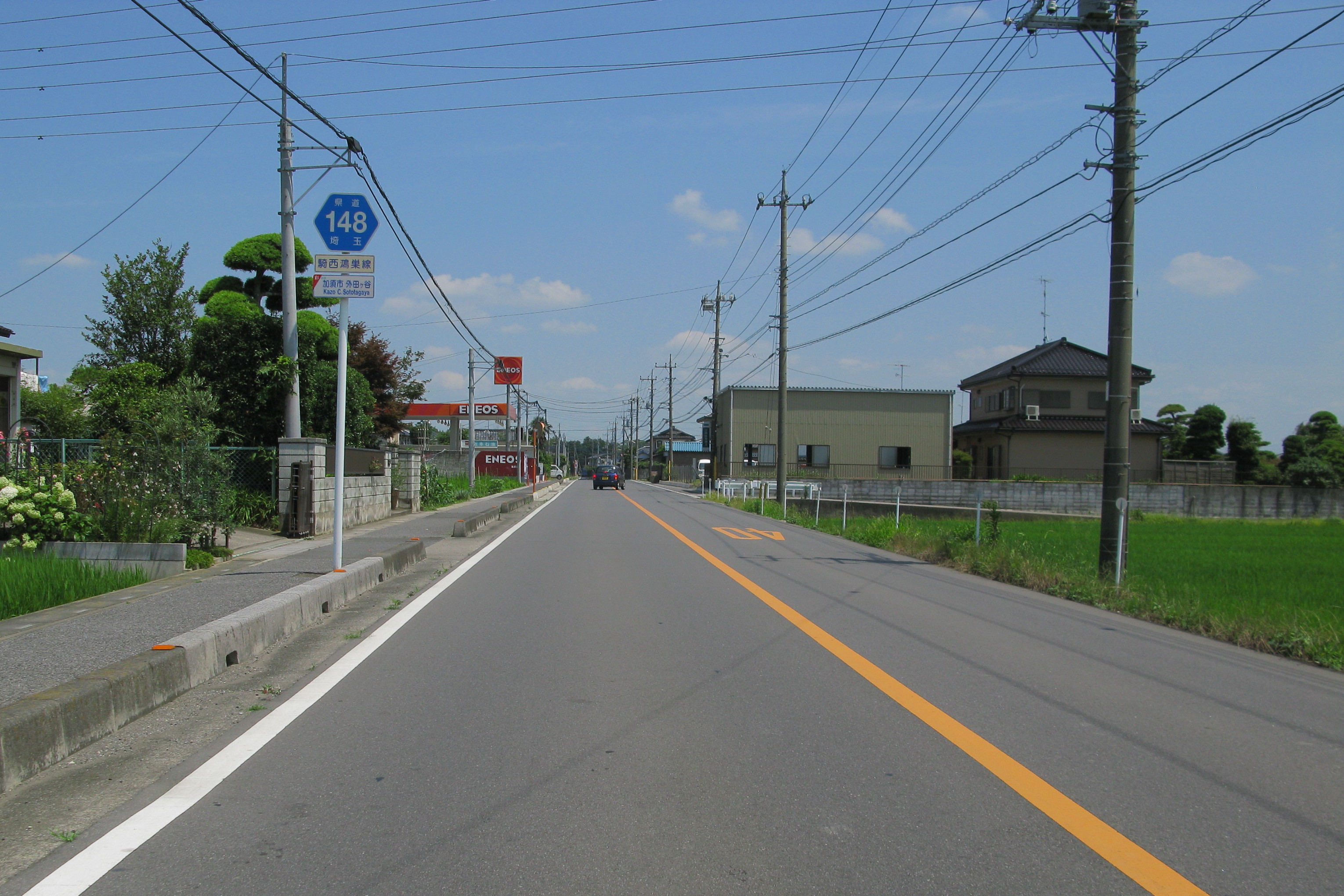
加須市外田ヶ谷地区

- 2007年4月1日 路線名を埼玉県道148号騎西吹上線から埼玉県道148号騎西鴻巣線へ変更。

## 起点・終点・総延長
- 起点:埼玉県加須市道地 国道122号交点
- 終点:埼玉県鴻巣市鎌塚 国道17号交点
- 総延長:10.192km

## 通過する自治体
- 埼玉県
  - 加須市
  - 鴻巣市
  - 行田市
  - 鴻巣市

## 重複区間
- 埼玉県道32号鴻巣羽生線：埼玉県鴻巣市北根 - 埼玉県鴻巣市広田、広田交差点

## 接続する道路
- 国道122号（埼玉県加須市道地）道地交差点
- 埼玉県道308号内田ヶ谷鴻巣線（埼玉県加須市内田ヶ谷）田ヶ谷小前交差点
- 埼玉県道32号鴻巣羽生線（埼玉県鴻巣市北根）
- 埼玉県道32号鴻巣羽生線（埼玉県鴻巣市広田）広田交差点
- 埼玉県道313号北根菖蒲線（埼玉県鴻巣市広田）広田交差点
- 埼玉県道364号上新郷埼玉線（埼玉県行田市埼玉）
- 埼玉県道77号行田蓮田線（埼玉県行田市埼玉）埼玉交差点
- 国道17号熊谷バイパス（埼玉県行田市渡柳）渡柳交差点
- 埼玉県道306号上中森鴻巣線（埼玉県行田市堤根）堤根交差点
- 国道17号（埼玉県鴻巣市鎌塚）

## 沿道の主な施設
- 加須市立田ヶ谷小学校
- 川里工業団地
- 行田市立埼玉小学校
- 行田市埼玉公民館
- 行田市消防本部南分署
- 鴻巣市立下忍小学校